# NBA 1992./93.
NBA 1992./1993. je bila 47. po redu sezona sjevernoameričke profesionalne košarkaške lige.
U finalnoj seriji doigravanja prvaci Istočne konferencije Chicago Bullsi su omjerom 4:2 pobijedili prvake Zapadne konferencije  Phoenix Sunse i treći put zaredom osvojili naslov prvaka, također ukupno treći u povijesti.

## Poredak po divizijama na kraju regularnog dijela sezone
| Atlantic (Istok)    | Atlantic (Istok) | Atlantic (Istok) | Central (Istok)         | Central (Istok) | Central (Istok) | Midwest (Zapad)        | Midwest (Zapad) | Midwest (Zapad) | Pacific (Zapad)            | Pacific (Zapad) | Pacific (Zapad) |
| ------------------- | ---------------- | ---------------- | ----------------------- | --------------- | --------------- | ---------------------- | --------------- | --------------- | -------------------------- | --------------- | --------------- |
| Momčad              | Pob              | Por              | Momčad                  | Pob             | Por             | Momčad                 | Pob             | Por             | Momčad                     | Pob             | Por             |
| New York Knicks (d) | 60               | 22               | Chicago Bulls (d)       | 57              | 25              | Houston Rockets (d)    | 55              | 27              | Phoenix Suns (d)           | 62              | 20              |
| Boston Celtics (d)  | 48               | 34               | Cleveland Cavaliers (d) | 54              | 28              | San Antonio Spurs (d)  | 49              | 33              | Seattle SuperSonics (d)    | 55              | 27              |
| New Jersey Nets (d) | 43               | 39               | Charlotte Hornets (d)   | 44              | 38              | Utah Jazz (d)          | 47              | 35              | Portland Trail Blazers (d) | 51              | 31              |
| Orlando Magic       | 41               | 41               | Atlanta Hawks (d)       | 43              | 39              | Denver Nuggets         | 36              | 46              | Los Angeles Clippers (d)   | 41              | 41              |
| Miami Heat          | 36               | 46               | Indiana Pacers (d)      | 41              | 41              | Minnesota Timberwolves | 19              | 63              | Los Angeles Lakers (d)     | 39              | 43              |
| Philadelphia 76ers  | 26               | 56               | Detroit Pistons         | 40              | 42              | Dallas Mavericks       | 11              | 71              | Golden State Warriors      | 34              | 48              |
| Washington Bullets  | 22               | 60               | Milwaukee Bucks         | 28              | 54              | *                      | *               | *               | Sacramento Kings           | 25              | 57              |

Napomena: (d) - ušli u doigravanje, Pob - pobjede, Por - porazi

## Doigravanje
| Istočna konferencija           | Omjer      |            |
| Prva runda                     | Prva runda | Prva runda |
| ------------------------------ | ---------- | ---------- |
| New York (1) - Indiana (8)     | 3:1        |            |
| Boston (4) - Charlotte (5)     | 1:3        |            |
| Cleveland (3) - New Jersey (6) | 3:2        |            |
| Chicago (2) - Atlanta (7)      | 3:0        |            |
| Konferencijska polufinala      |            |            |
| New York (1) - Charlotte (5)   | 4:1        |            |
| Chicago (2) - Cleveland (3)    | 4:0        |            |
| Konferencijsko finale          |            |            |
| New York (1) - Chicago (2)     | 2:4        |            |

| Zapadna konferencija            | Omjer      |            |
| Prva runda                      | Prva runda | Prva runda |
| ------------------------------- | ---------- | ---------- |
| Phoenix (1) - L.A. Lakers (8)   | 3:2        |            |
| Portland (4) - San Antonio (5)  | 1:3        |            |
| Seattle (3) - Utah (6)          | 3:2        |            |
| Houston (2) - L.A. Clippers (7) | 3:2        |            |
| Konferencijska polufinala       |            |            |
| Phoenix (1) - San Antonio (5)   | 4:2        |            |
| Houston (2) - Seattle (3)       | 3:4        |            |
| Konferencijsko finale           |            |            |
| Phoenix (1) - Seattle (3)       | 4:3        |            |

Napomena: u zagradi je plasman unutar konferencije

## Finalna serija
| Utakmica                  | Omjer |
| ------------------------- | ----- |
| Chicago (I) - Phoenix (Z) | 4:2   |

Napomena: (I) - pobjednik Istočne konferencije, (Z) - pobjednik Zapadne konferencije

## Nagrade za sezonu 1992./93.
| Nagrada            | Osvajač          | Momčad          |
| ------------------ | ---------------- | --------------- |
| Najkorisniji igrač | Charles Barkley  | Phoenix Suns    |
| Novajlija godine   | Shaquille O'Neal | Orlando Magic   |
| Trener godine      | Pat Riley        | New York Knicks |